# توبي سلاتر

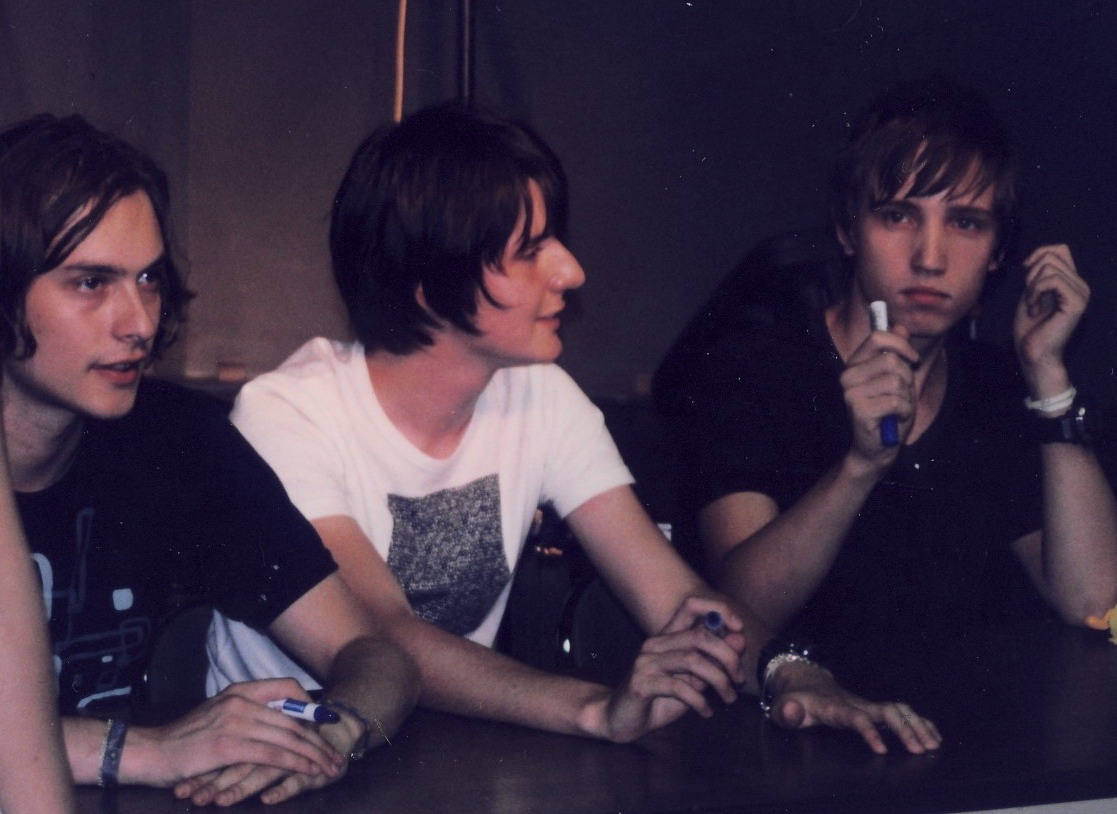
فرقة كاتش في تايلاند، 1997

توبي سلاتر (بالإنجليزية: Toby Slater) هو مغن مؤلف بريطاني، ولد في 14 أغسطس 1979. اشتهر بكونه المغني الرئيسي لفرقة "كاتش" لموسيقى البوب المستقلة في التسعينيات، والتي أصدرت أغنيتين منفردتين في المملكة المتحدة وألبومًا واحدًا في إندونيسيا. كما سجل وأصدر موسيقى منفردة مع فرقة "كونتا كينتي"، التي أُعيدت تسميتها إلى "تاف لوف".
توفي في 13 ديسمبر 2021.

## وصلات خارجية
- توبي سلاتر على موقع ميوزك برينز (الإنجليزية)
- توبي سلاتر على موقع ديسكوغز (الإنجليزية)